# Novaki Šćitarjevski
Novaki Šćitarjevski – wieś w Chorwacji, w żupanii zagrzebskiej, w mieście Velika Gorica. W 2011 roku liczyła 158 mieszkańców.